# Pedro de Aycinena y Piñol
Pedro de Aycinena y Piñol, né le 19 octobre 1802 et mort le 14 mars 1897 à Guatemala, est un homme d'État guatémaltèque, membre de la famille Aycinena qui travaille étroitement avec le président conservateur Rafael Carrera. À la suite de la mort de ce dernier, il est président du Guatemala par intérim du 14 avril au 24 mai 1865.

## Biographie

### Famille
Aycinena est le fils de Vicente Aycinena, second marquis Aycinena, et est le frère cadet de Juan José de Aycinena y Piñol qui hérite du titre. Son oncle est Mariano de Aycinena y Piñol qui est un homme politique et un membre influent de la famille. Pedro épouse sa cousine, Dolores de Aycinena y Micheo, fille d'un membre du gouvernement de Ferdinand VII.

### Carrière politique

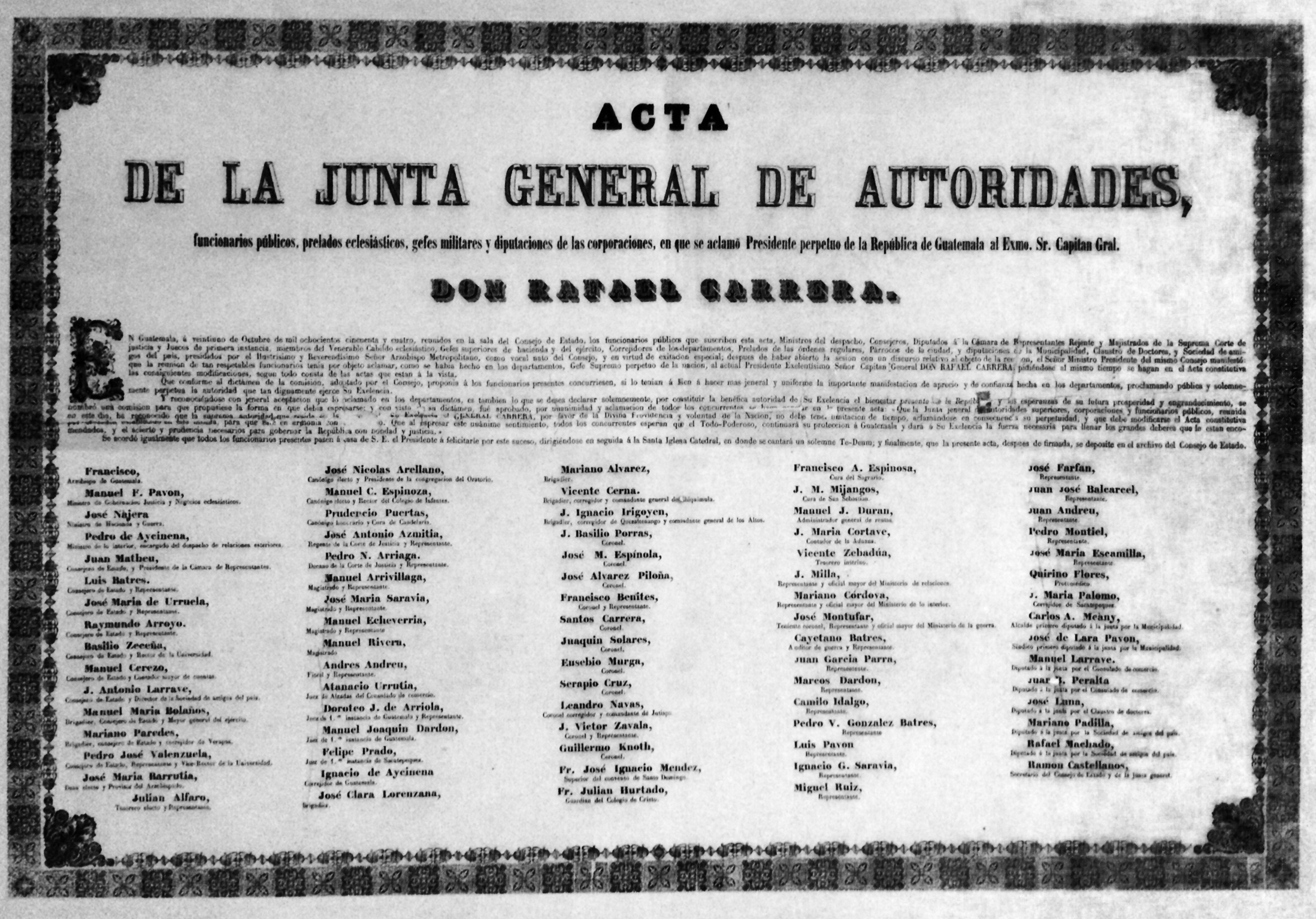
Décret prévoyant la nomination en tant que président à vie de Rafael Carrera, en 1854. Pedro de Aycinena est l'un des signataires en sa qualité de ministre des Affaires étrangères.

Au gouvernement de Rafael Carrera, il sert en tant que ministre des Affaires étrangères de 1854 à 1871. À ce poste, il joue un rôle important dans la politique étrangère de son pays.

#### Concordat de 1854
En 1854, un concordat est établi avec le Saint-Siège et signé en 1852 par le cardinal Antonelli qui est secrétaire d'État des États pontificaux et l'ambassadeur plénipotentiaire guatémaltèque Fernando Lorenzana. Avec ce traité rédigé par le chef de la famille Aycinena et homme d'église Juan José de Aycinena y Piñol, l'État place l'éducation de sa population sous le contrôle de l'Église catholique et du clergé régulier. Le gouvernement s'engage à respecter les biens de l'Église et les monastères, autorise la mise en place de la dîme obligatoire et permet aux évêques d'exercer la censure si nécessaire sur les éléments publiés dans le pays. En échange, le Guatemala obtient des bénédictions pour les membres de l'armée, permet la conservation des propriétés et biens confisqués par les libéraux en 1829, de percevoir les taxes générés par les propriétés de l'Église, ainsi que le droit de juger selon les lois guatémaltèques les ecclésiastiques ayant perpétré certains crimes. Le concordat est ratifié par Pedro de Aycinena et Rafael Carrera en 1854 et permet de nouer un lien fort du pays avec l'Église jusqu'à la chute du gouvernement conservateur de Vicente Cerna Sandoval en 1871.

#### Traité Wyke-Aycinena

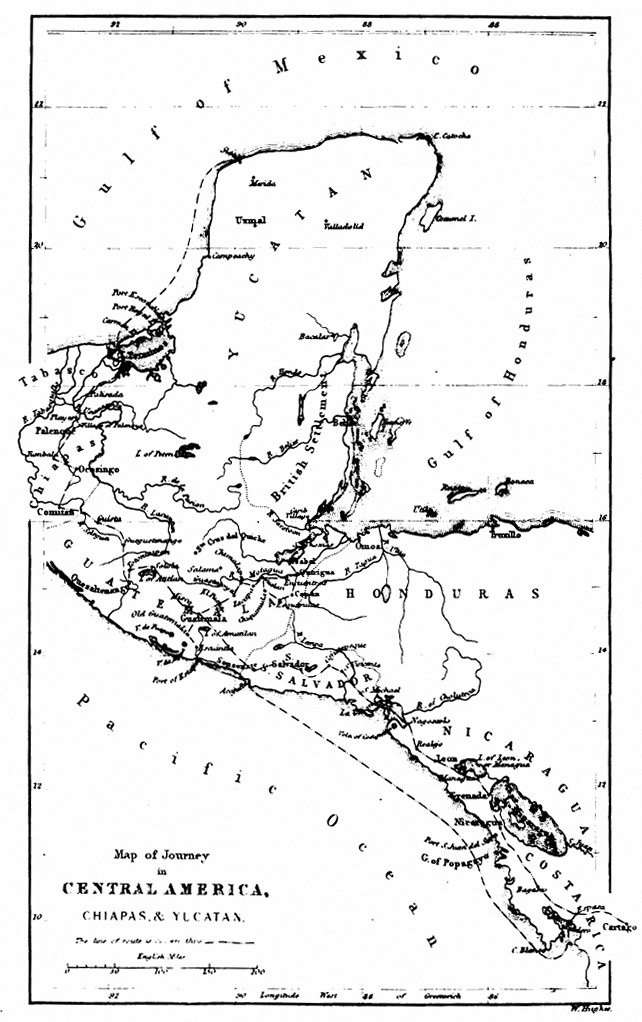
Carte de la région du Yucatán, Belize, Guatemala, Honduras et Salvador en 1839. La frontière entre le Mexique, le Guatemala et le Belize n'est pas clairement tracée.

Le Belize, région de la péninsule du Yucatán jamais occupée par les Espagnols ou les Guatémaltèques même si des explorations ont été faites durant le XVIe siècle, est revendiqué par le gouvernement du Guatemala. Cette revendication est faite malgré le fait que le pays n'a jamais exploré  cette région depuis l'indépendance vis-à-vis de l'Espagne en 1821 en raison de la guerre civile centraméricaine qui se poursuit jusque durant les années 1860. D'un autre côté, les Britanniques ont installé un comptoir au milieu du XVIIe siècle pour l'exploitation forestière, bien que celui-ci ne soit pas reconnu comme une colonie britannique et qu'il soit sous la juridiction du gouvernement jamaïco-britannique. Au XVIIIe siècle, le Belize devient le principal pays par lequel transite la contrebande en Amérique centrale malgré l'accord des Britanniques qui reconnaissent la souveraineté de l'Espagne dans la région avec des traités signés en 1783 et 1786.
Après l'indépendance de 1821, le Belize devient la porte d'entrée des Britanniques pour le commerce dans l'isthme centraméricain. Des commerçants britanniques s'établissent sur place et créent de prospères routes commerciales vers les ports du Guatemala, du Honduras et du Nicaragua.
Les libéraux arrivant au pouvoir au Guatemala en 1829 après la défaite et l'expulsion de la famille Aycinena et du clergé régulier, ceux-ci déposent une plainte officielle aux autorités britanniques concernant le Belize. Au même moment, le caudillo libéral Francisco Morazán, par la suite président de la république fédérale d'Amérique centrale, entame des négociations personnelles avec les intérêts britanniques, spécialement en ce qui concerne le marché du bois. Au Guatemala, le libéral Mariano Gálvez fait plusieurs concessions aux citoyens britanniques, dont la cession de l'Hacienda de San Jerónimo, l'une des meilleurs terres agricoles du pays. Ces concessions sont utilisées par les autorités religieuses qui sont rassurées de ne pas être expulsées de leurs monastères, mais perdent malgré tout des revenus. Le gouvernement libéral est par la suite accusé d'hérésie et une révolte paysanne débute en faveur de la « vraie religion ». Alors que Rafael Carrera agit comme chef de la révolte paysanne et arrive au pouvoir en 1840, il met fin aux réclamations concernant le Belize et met en place un consulat afin de protéger les intérêts guatémaltèques dans cette zone commerciale devenue essentielle. Jusqu'en 1855, le commerce au Belize subit une croissance importante. Celle-ci se poursuit jusqu'à l'établissement d'un lien interocéanique ferroviaire par les Colombiens.
Lorsque débute la guerre des castes en 1847 dans la péninsule du Yucatán, un conflit entre les mayas et les descendants de colons blancs, les autorités du Guatemala et du Belize sont alors en état d'alerte face au flot de réfugiés. Carrera, qui bénéficie alors d'une bonne relation avec les populations autochtones du Guatemala, réussit à contenir la rébellion. Durant les années 1850, les Britanniques montrent leur bonne volonté et voulant régler leurs différents territoriaux entre autres en se retirant de la Côte des Mosquitos au Nicaragua en 1894 et en restituant les Bay Islands au Honduras, tout en négociant avec le flibustier William Walker afin d'éviter l'invasion du pays. Ils signent également le traité spécifiant la frontière du Belize avec le Guatemala, qui sera par suite considéré comme la pire erreur du régime conservateur de Rafael Carrera.
Aycinena y Piño, en tant que secrétaire au Affaires étrangères, fait un effort supplémentaire pour préserver de bonnes relations avec la couronne britannique. En 1859, alors que la menace que représente William Walker plane toujours sur l'Amérique centrale et pour faire face à l'obstruction systématique pour obtenir des armes, le régime de Carrera fait des compromis afin de parvenir à un accord sur le Belize avec l'Empire britannique. Le 30 avril 1859, le traité de Wyke-Aycinena est signé entre les représentants anglais et guatémaltèques. L'accord controversé comporte deux sections :
- Les six premiers articles définissent clairement la frontière entre le Guatemala et le Belize et reconnaissent la souveraineté britannique sur ce qui deviendra le Honduras britannique[4].
- Le septième article concerne la construction d'un route entre les deux territoires. Cette route sera bénéfique pour les deux États, car elle permettra un lien transocéanique autre que le chemin de fer construit au Panama en 1855[4].

Parmi les signataires, figure José Milla y Vidaurre qui travaille avec Aycinena aux Affaires étrangères. Rafael Carrera ratifie le traité le 1er mai 1859, alors que le consul britannique Charles Lennox Wyke se rend en Grande-Bretagne et reçoit l'approbation royale le 26 septembre 1859. Néanmoins, malgré des protestations du consul américain Beverly Clarke et de représentants libéraux, le traité est adopté.
À la suite de la chute des conservateurs en 1871, le gouvernement libéral déclare le traité nul.

## Famille

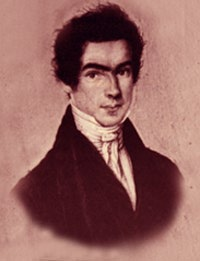
Mariano de Aycinena y Piñol (1789–1855)
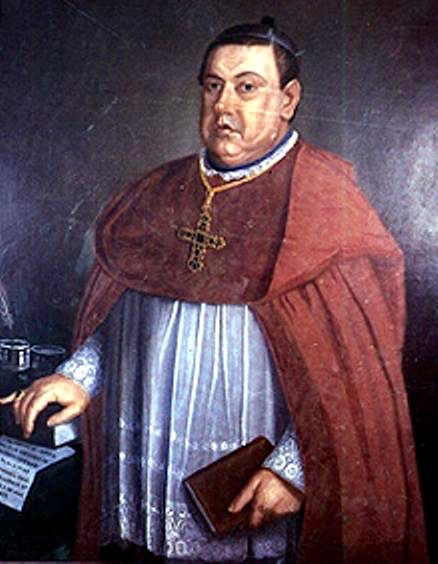
Juan José de Aycinena y Piñol (1792-1865)
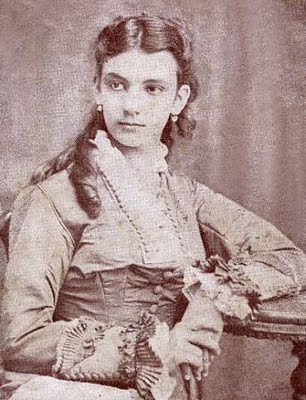
María Josefa García Granados (1795-1848)
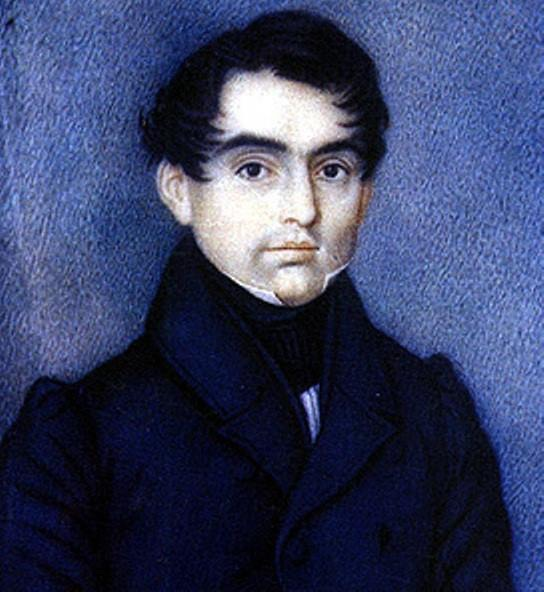
Manuel Francisco Pavón Aycinena (1798-1855)
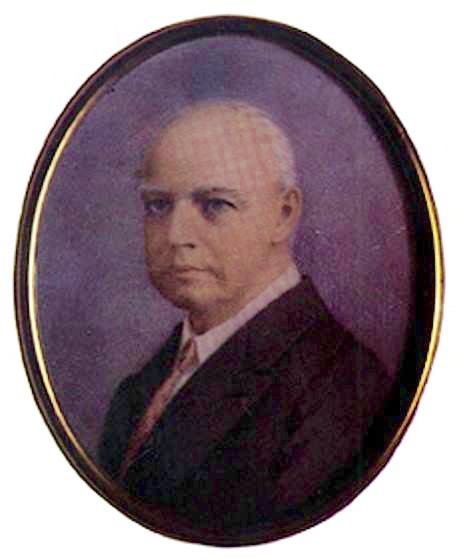
Pedro de Aycinena y Piñol (1802-1897), Président du Guatemala (avril-mai 1865)
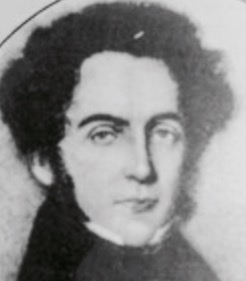
Luis Batres Juarros (1802-1862), maire de Guatemala (1845-1846)